# Ізонітрили
Ізонітри́ли, також  ізоціані́ди (рос. изонитрилы [изоцианиды], англ. isonitriles [isocyanides]) — органічні сполуки, ізомери нітрилів із загальною формулою RNC або RN+≡C-.
В групі CN обидва атоми знаходяться в sp-гібридизації. Група має виражені осно́вні властивості. Такі сполуки термічно ізомеризуються до нітрилів.
Ізонітрили стійкі в лужному середовищі. Приєднання електрофілів, а також нуклеофілів у них відбувається за атомом C. Вони гідролізуються до амінів, окиснюються до ізоціанатів, а під дією сірки перетворюються в ізотіоціанати.